# 賈鉉
贾铉（12世纪—1213年），字鼎臣。博州博平县（今山东省聊城市东北茌平县西）人，金朝历史学家、大臣，金章宗时参知政事。
贾铉性纯厚，好学。金世宗大定十三年（1173年）进士，调为滕州（今山东省滕州市）军事判官，入补尚书省令史。上疏论边戍利害称旨，被尚书右丞相完颜璟所器重，擢升为陕西东路转运副使，入为刑部主事。历任监察御史、侍御史、右司谏、左谏议大夫兼工部侍郎。大定二十九年（1189年），贾铉与党怀英等一起刊修《辽史》。金章宗时，贾铉多次担任谏官，上疏进谏，匡辅朝政。承安四年（1199年），升为礼部尚书。泰和二年（1202年），改任刑部尚书。泰和三年（1203年），升任参知政事。泰和六年（1206年），请严禁贩私盐，订立规章，以各种官员在任时盐课增亏实数，作为日后升降的依据。泰和七年（1207年），殿试任监官，因泄漏官员除授事，降为安武军节度使，改知济南府，在济南任上致仕。

## 延伸阅读
[在维基数据编辑]
 《金史/卷99》，出自脱脱《遼史》